# I’m So Paid
«I’m So Paid» — второй сингл с третьего студийного альбома американского певца Эйкона «Freedom». Песня включает дополнительный вокал от рэперов Лил Уэйна и Young Jeezy и была выпущена в цифровом виде по всему миру и физическим синглом во Франции только 4 октября 2008 года.

## Информация о песне
Песня написана в тональности фа # мажор. В своём вступительном куплете Эйкон упоминает ямайского олимпийского спортсмена Усэйна Болта из-за любви спринтера к его музыке. Участник Олимпийских игр Майкл Фелпс упоминается в стихотворении Young Jeezy.

## Клип
Клип на трек был снят в сентябре 2008 года в Майами. Эйкон сказал, что это будет видео в стиле Джеймса Бонда. В клипе участвуют Лил Уэйн и Young Jeezy, режиссёром выступил Гил Грин. DJ Khaled и T-Pain представлены в качестве камео. Исполнители Konvict Muzik Kardinal Offishall, Билли Блу, Тами Чинн, Бу Тиам и художница Cash Money Лил Чаки также снялись в эпизодической роли. Видео было выпущено 30 октября 2008 года. Бренд одежды Coogi оплатил все затраты на производство видео в размере 1 миллиона долларов. Музыкальное видео начинается с того, что Эйкон заходит на яхту с вертолёта, отдавая женщине-дилеру (Тами Чинн) бриллиант в обмен на деньги. Когда Эйкон и ещё одна женщина уходят, дилер обнаруживает пропажу драгоценностей и просит своих помощников забрать их. Эйкон и женщина спасаются на лодке и машине. Припарковав машину, Эйкон отдал деньги девушке в обмен на бриллиант. Позже девушка обнаруживает, что деньги фальшивые.

## Список песен
- French CD single

1. «I’m So Paid» (Feat. Lil Wayne & Young Jeezy) — 4:23
2. «I’m So Paid» (Feat. Lil Wayne) (No Rap) — 3:22

## Чарты

### Чарты недели
| Чарты (2008—2009)                           | Позиция |
| ------------------------------------------- | ------- |
| Australia (ARIA)                            | 91      |
| Канада (Billboard Canadian Hot 100)         | 41      |
| Европа (Billboard European Hot 100 Singles) | 53      |
| Франция (SNEP)                              | 15      |
| Словакия (Rádio — Top 100)                  | 86      |
| Швеция (Sverigetopplistan)                  | 21      |
| Великобритания (OCC UK Singles)             | 59      |
| США (Billboard Hot 100)                     | 31      |
| США (Billboard Hot R&B/Hip-Hop Songs)       | 47      |
| США (Billboard Rhythmic)                    | 18      |

### Итоговые чарты
| Чарт (2009)    | Позиция |
| -------------- | ------- |
| Франция (SNEP) | 69      |

## Сертификаты и продажи
| Регион | Сертификация | Продажи    |
| --- | ------------ | ---------- |
| Великобритания (BPI) | Серебряный   | 200 000    |
| США (RIAA) | Платиновый   | 1 000 000* |
| * Данные о продажах приведены только на основе сертификации. · Данные о продажах + прослушиваниях приведены только на основе сертификации. |              |            |